# Нинурта
Нину́рта (Нини́б) — в шумеро-аккадской мифологии бог-покровитель города Гирсу, сын Энлиля и Нинлиль; бог грома, весенних дождей и наводнений, а также пашни; рассматривался также, как бог войны. 
Нинурта тождественен богу  Нингирсу («Повелитель Гирсу»).

## Изображение
Нинурта изображался воином с луком и стрелами, сжимающим шарур — волшебную говорящую булаву, традиционное оружие богов. Иногда он представал с воинственно поднятыми крыльями за спиной. В вавилонском искусстве он нередко показан стоящим на спине или сидящим верхом на звере с телом льва и хвостом скорпиона. 
Иногда изображался в виде осла. 
Нинурта отождествлялся с планетой Сатурн и созвездием Ориона. Символом бога был скипетр, увенчанный двумя львиными головами.

## Мифология

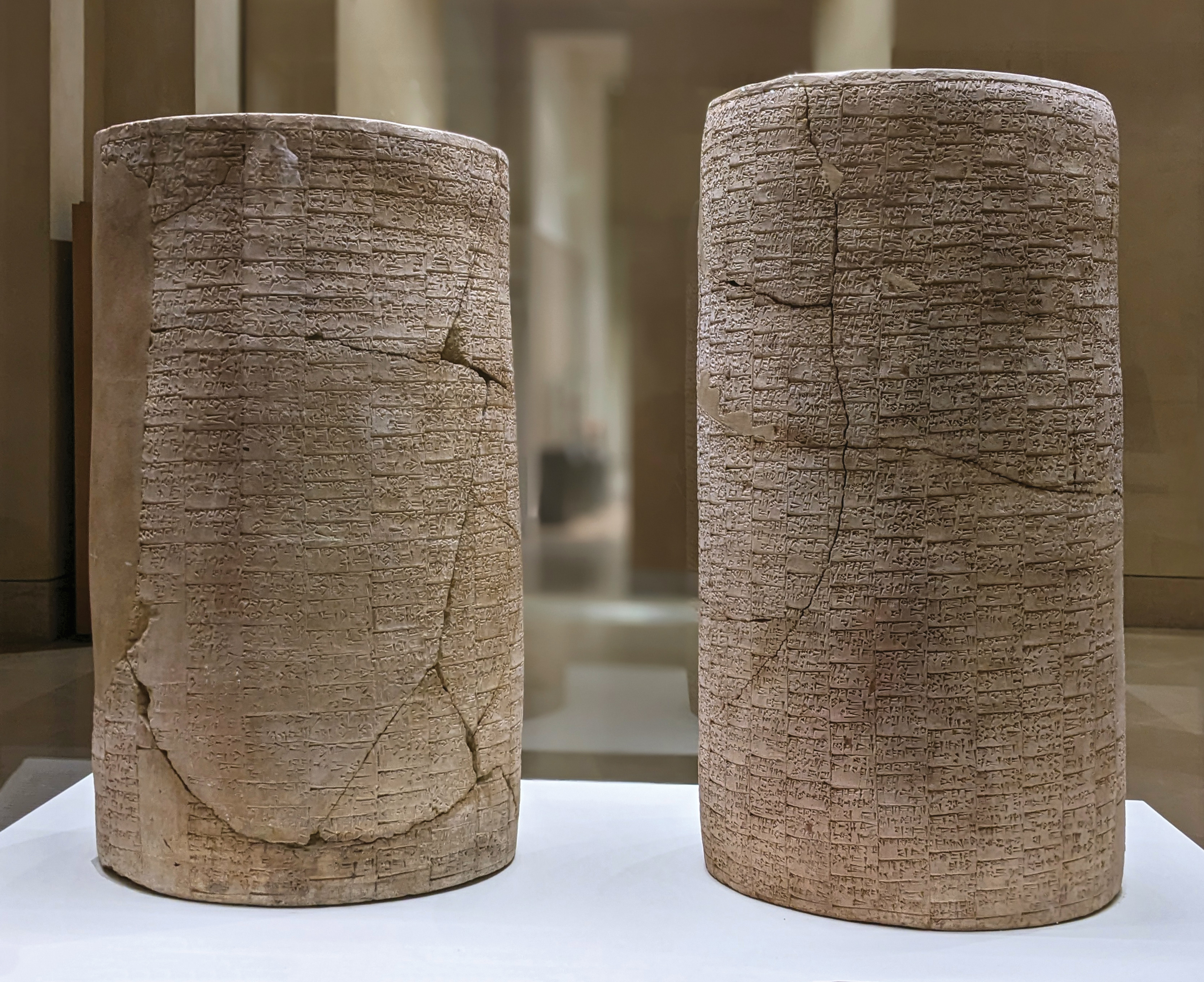
Гудейские цилиндры (ок. 2125 год до н. э.) описывают, как правитель Лагаша увидел сон с повелением и перестроил храм Нингирсу в Лагаше

Первоначальным его именем было Имдугуд («Дождевое облако»), а сам бог олицетворял грозовую тучу, появлялся в облике чёрной птицы с головой льва и громовым криком. Позднее Нинурта получил человеческий облик.
Супругой Нинурта была богиня исцеления и медицины Гула (у ипостаси Нингирсу — локальная богиня Лагаша Бау). У них родились два сына — Иг-алима и Шул-шагана. У Бау было ещё 7 дочерей, но Нингирсу не приходился им отцом.
Как сын Энлиля Нинурт имел несколько братьев и сестёр: Нанна, Нергал, Ниназу, Энбилулу и, иногда, Инанна.
Основными источниками о Нинурте являются две шумеро-аккадские поэмы: «Созданный по подобию Ана» и «Владыка, чей блеск ужасен». Помимо них, сохранилось несколько фрагментов текстов, повествующих о победах Нинурты над мифологическими существами, семиглавой гидрой и злым демоном Асагом (аккад. Асакку), олицетворяющих враждебных жителей близлежащих горных стран, т. н. «луллубеев».

## Культ
Нинурта также почитался как покровитель земледелия и скотоводства (в шумерских гимнах его называют «земледелец Энлиля»). Существует «Поучение Нинурте», написанное от имени Энлиля, в котором он учит своего сына разнообразной хозяйственной деятельности.
Празднество в его честь знаменовало начало полевых работ.